# Ханрахан, Пэт
Пэт Ханрахан (англ. Patrick M. Hanrahan, род. 1954) — американский учёный в области информатики, тьюринговский лауреат (2019), профессор Стэнфордского университета, руководитель кафедры компьютерной графики, специализирующейся на алгоритмах рендеринга и приложениях графических процессоров.

## Биография
Вырос в городе Грин-Бей (штат Висконсин, США). В 1977 году окончил Висконсинский университет в Мэдисоне, получив степень бакалавра по специальности «ядерная инженерия», там же продолжил академическую карьеру. В 1985 году защитил диссертацию по биофизике. Одним из первых студентов Ханрахана стала Донна Кокс. В 1980-е годы работал в Нью-Йоркском технологическом институте, а также в корпорации DEC.
Стал одним из первых сотрудников студии Pixar, где с 1986 по 1989 год разрабатывал технологии рендеринга. С 1989 года работал в Принстонском университете, а в 1995 году перешёл в Стэнфордский университет. Стал одним из основателей фирмы Tableau, в которой возглавил исследовательский отдел.

## Заслуги
Был трижды награждён премией «Оскар» за технический вклад в развитие компьютерной графики. Дважды награждён премиями SIGGRAPH (1993, 2003).
В 2006 году получил премию IEEE VGTC Career Award за исследования в области визуализации. С 1999 года — член национальной инженерной академии США, с 2007 года — член Американской академии искусств и наук, с 2008 года — действительный член (фелло) Ассоциации вычислительной техники.
В 2020 году вместе с Эдом Катмуллом стал обладателем премии Тьюринга за вклад в развитие трёхмерной компьютерной графики и её применение в киноиндустрии.